# Kepala Batas
Kepala Batas is een plaats in de Maleisische deelstaat Penang, in het district Seberang Perai Utara.
Kepala Batas telt 560 inwoners.